# هاينريش يبر
هاينريش يبر (بالألمانية: Heinrich Weber ) (و. 1839 – 1928 م) هو فيزيائي، وأستاذ جامعي من ألمانيا . ولد في لايبزيغ .
توفي في براونشفايغ، عن عمر يناهز 89 عاماً.

## مناصب وهيئات
أدار جامعة غوتنغن، وجامعة براونشفايغ التقنية.